# 清風山信号場
清風山信号場（せいふうざんしんごうじょう）は、北海道勇払郡占冠村字ニニウにある北海道旅客鉄道（JR北海道）石勝線の信号場である。電報略号はセサ。事務管理コードは▲132143。

## 歴史
1966年（昭和41年）に紅葉山線（現在の石勝線新夕張駅 - 占冠駅間）の建設が認可された際に、ニニウの名称で旅客も扱う停車場として設置が計画されていた。近辺には陸の孤島とも称されたニニウの集落があったが、石勝線の開業前に大多数が離村してしまい、自治体との協議を受けて、信号場として開業となった経緯を持つ。

### 年表
- 1981年（昭和56年）10月1日：日本国有鉄道石勝線の開業により使用開始[1]。
- 1987年（昭和62年）4月1日：国鉄分割民営化によりJR北海道に承継[1]。
- 1995年（平成7年）度：石勝線・根室線高速化工事に伴い同年度に構内改良[8]。
- 2011年（平成23年）5月27日：「スーパーおおぞら」14号が当信号場付近で脱線、構内の第1ニニウトンネル内で停車後に炎上する事故が発生[9]。

## 構造
南千歳方から新得方に向かって左手から下り本線、上り本線の2線を有する単線行き違い型信号場。このほかそれぞれの進行方向に安全側線を設け、両方の分岐器をスノーシェルターで覆っている。

## 周辺
上述の通り集落は消滅している。ニニウ地区の住民は、2世帯が残るのみである。
石勝線開通後、信号場構内の南千歳方で立体交差する形で道東自動車道が建設された（2011年開通）。ほかは林が広がる。
- 北海道道610号占冠穂別線
- 北海道道136号夕張新得線
- 道東自動車道
- 占冠村ニニウキャンプ場（閉鎖）
- ニニウファーム
- 鵡川

## 隣の駅
北海道旅客鉄道（JR北海道）
■石勝線
新夕張駅 (K20) - （楓信号場） - （オサワ信号場） - （東オサワ信号場） - （清風山信号場） - *（鬼峠信号場） - 占冠駅 (K21)
*打消線は廃止信号場